# Insuficiência de material
O empate por Insuficiência de material ocorre quando nenhum jogador pode dar xeque-mate no rei de seu oponente por qualquer sequência de movimentos legais.
Posições com apenas as seguintes peças são conhecidos como empate por Insuficiência de material.
- rei contra rei
- rei contra rei e bispo
- rei contra rei e cavalo
- rei e bispo contra rei e bispo
- rei e bispo contra rei e cavalo

## Posição Morta
|   | a | b | c | d | e | f | g | h |   |
| 8 | c7 preto bispo · e7 preto rei · h6 preto peão · a5 preto peão · c5 preto peão · e5 preto peão · g5 preto peão · h5 branco peão · a4 branco peão · b4 preto peão · c4 branco peão · e4 branco peão · g4 branco peão · b3 branco peão · d3 branco bispo · e3 branco rei | c7 preto bispo · e7 preto rei · h6 preto peão · a5 preto peão · c5 preto peão · e5 preto peão · g5 preto peão · h5 branco peão · a4 branco peão · b4 preto peão · c4 branco peão · e4 branco peão · g4 branco peão · b3 branco peão · d3 branco bispo · e3 branco rei | c7 preto bispo · e7 preto rei · h6 preto peão · a5 preto peão · c5 preto peão · e5 preto peão · g5 preto peão · h5 branco peão · a4 branco peão · b4 preto peão · c4 branco peão · e4 branco peão · g4 branco peão · b3 branco peão · d3 branco bispo · e3 branco rei | c7 preto bispo · e7 preto rei · h6 preto peão · a5 preto peão · c5 preto peão · e5 preto peão · g5 preto peão · h5 branco peão · a4 branco peão · b4 preto peão · c4 branco peão · e4 branco peão · g4 branco peão · b3 branco peão · d3 branco bispo · e3 branco rei | c7 preto bispo · e7 preto rei · h6 preto peão · a5 preto peão · c5 preto peão · e5 preto peão · g5 preto peão · h5 branco peão · a4 branco peão · b4 preto peão · c4 branco peão · e4 branco peão · g4 branco peão · b3 branco peão · d3 branco bispo · e3 branco rei | c7 preto bispo · e7 preto rei · h6 preto peão · a5 preto peão · c5 preto peão · e5 preto peão · g5 preto peão · h5 branco peão · a4 branco peão · b4 preto peão · c4 branco peão · e4 branco peão · g4 branco peão · b3 branco peão · d3 branco bispo · e3 branco rei | c7 preto bispo · e7 preto rei · h6 preto peão · a5 preto peão · c5 preto peão · e5 preto peão · g5 preto peão · h5 branco peão · a4 branco peão · b4 preto peão · c4 branco peão · e4 branco peão · g4 branco peão · b3 branco peão · d3 branco bispo · e3 branco rei | c7 preto bispo · e7 preto rei · h6 preto peão · a5 preto peão · c5 preto peão · e5 preto peão · g5 preto peão · h5 branco peão · a4 branco peão · b4 preto peão · c4 branco peão · e4 branco peão · g4 branco peão · b3 branco peão · d3 branco bispo · e3 branco rei | 8 |
| 7 | c7 preto bispo · e7 preto rei · h6 preto peão · a5 preto peão · c5 preto peão · e5 preto peão · g5 preto peão · h5 branco peão · a4 branco peão · b4 preto peão · c4 branco peão · e4 branco peão · g4 branco peão · b3 branco peão · d3 branco bispo · e3 branco rei | c7 preto bispo · e7 preto rei · h6 preto peão · a5 preto peão · c5 preto peão · e5 preto peão · g5 preto peão · h5 branco peão · a4 branco peão · b4 preto peão · c4 branco peão · e4 branco peão · g4 branco peão · b3 branco peão · d3 branco bispo · e3 branco rei | c7 preto bispo · e7 preto rei · h6 preto peão · a5 preto peão · c5 preto peão · e5 preto peão · g5 preto peão · h5 branco peão · a4 branco peão · b4 preto peão · c4 branco peão · e4 branco peão · g4 branco peão · b3 branco peão · d3 branco bispo · e3 branco rei | c7 preto bispo · e7 preto rei · h6 preto peão · a5 preto peão · c5 preto peão · e5 preto peão · g5 preto peão · h5 branco peão · a4 branco peão · b4 preto peão · c4 branco peão · e4 branco peão · g4 branco peão · b3 branco peão · d3 branco bispo · e3 branco rei | c7 preto bispo · e7 preto rei · h6 preto peão · a5 preto peão · c5 preto peão · e5 preto peão · g5 preto peão · h5 branco peão · a4 branco peão · b4 preto peão · c4 branco peão · e4 branco peão · g4 branco peão · b3 branco peão · d3 branco bispo · e3 branco rei | c7 preto bispo · e7 preto rei · h6 preto peão · a5 preto peão · c5 preto peão · e5 preto peão · g5 preto peão · h5 branco peão · a4 branco peão · b4 preto peão · c4 branco peão · e4 branco peão · g4 branco peão · b3 branco peão · d3 branco bispo · e3 branco rei | c7 preto bispo · e7 preto rei · h6 preto peão · a5 preto peão · c5 preto peão · e5 preto peão · g5 preto peão · h5 branco peão · a4 branco peão · b4 preto peão · c4 branco peão · e4 branco peão · g4 branco peão · b3 branco peão · d3 branco bispo · e3 branco rei | c7 preto bispo · e7 preto rei · h6 preto peão · a5 preto peão · c5 preto peão · e5 preto peão · g5 preto peão · h5 branco peão · a4 branco peão · b4 preto peão · c4 branco peão · e4 branco peão · g4 branco peão · b3 branco peão · d3 branco bispo · e3 branco rei | 7 |
| 6 | c7 preto bispo · e7 preto rei · h6 preto peão · a5 preto peão · c5 preto peão · e5 preto peão · g5 preto peão · h5 branco peão · a4 branco peão · b4 preto peão · c4 branco peão · e4 branco peão · g4 branco peão · b3 branco peão · d3 branco bispo · e3 branco rei | c7 preto bispo · e7 preto rei · h6 preto peão · a5 preto peão · c5 preto peão · e5 preto peão · g5 preto peão · h5 branco peão · a4 branco peão · b4 preto peão · c4 branco peão · e4 branco peão · g4 branco peão · b3 branco peão · d3 branco bispo · e3 branco rei | c7 preto bispo · e7 preto rei · h6 preto peão · a5 preto peão · c5 preto peão · e5 preto peão · g5 preto peão · h5 branco peão · a4 branco peão · b4 preto peão · c4 branco peão · e4 branco peão · g4 branco peão · b3 branco peão · d3 branco bispo · e3 branco rei | c7 preto bispo · e7 preto rei · h6 preto peão · a5 preto peão · c5 preto peão · e5 preto peão · g5 preto peão · h5 branco peão · a4 branco peão · b4 preto peão · c4 branco peão · e4 branco peão · g4 branco peão · b3 branco peão · d3 branco bispo · e3 branco rei | c7 preto bispo · e7 preto rei · h6 preto peão · a5 preto peão · c5 preto peão · e5 preto peão · g5 preto peão · h5 branco peão · a4 branco peão · b4 preto peão · c4 branco peão · e4 branco peão · g4 branco peão · b3 branco peão · d3 branco bispo · e3 branco rei | c7 preto bispo · e7 preto rei · h6 preto peão · a5 preto peão · c5 preto peão · e5 preto peão · g5 preto peão · h5 branco peão · a4 branco peão · b4 preto peão · c4 branco peão · e4 branco peão · g4 branco peão · b3 branco peão · d3 branco bispo · e3 branco rei | c7 preto bispo · e7 preto rei · h6 preto peão · a5 preto peão · c5 preto peão · e5 preto peão · g5 preto peão · h5 branco peão · a4 branco peão · b4 preto peão · c4 branco peão · e4 branco peão · g4 branco peão · b3 branco peão · d3 branco bispo · e3 branco rei | c7 preto bispo · e7 preto rei · h6 preto peão · a5 preto peão · c5 preto peão · e5 preto peão · g5 preto peão · h5 branco peão · a4 branco peão · b4 preto peão · c4 branco peão · e4 branco peão · g4 branco peão · b3 branco peão · d3 branco bispo · e3 branco rei | 6 |
| 5 | c7 preto bispo · e7 preto rei · h6 preto peão · a5 preto peão · c5 preto peão · e5 preto peão · g5 preto peão · h5 branco peão · a4 branco peão · b4 preto peão · c4 branco peão · e4 branco peão · g4 branco peão · b3 branco peão · d3 branco bispo · e3 branco rei | c7 preto bispo · e7 preto rei · h6 preto peão · a5 preto peão · c5 preto peão · e5 preto peão · g5 preto peão · h5 branco peão · a4 branco peão · b4 preto peão · c4 branco peão · e4 branco peão · g4 branco peão · b3 branco peão · d3 branco bispo · e3 branco rei | c7 preto bispo · e7 preto rei · h6 preto peão · a5 preto peão · c5 preto peão · e5 preto peão · g5 preto peão · h5 branco peão · a4 branco peão · b4 preto peão · c4 branco peão · e4 branco peão · g4 branco peão · b3 branco peão · d3 branco bispo · e3 branco rei | c7 preto bispo · e7 preto rei · h6 preto peão · a5 preto peão · c5 preto peão · e5 preto peão · g5 preto peão · h5 branco peão · a4 branco peão · b4 preto peão · c4 branco peão · e4 branco peão · g4 branco peão · b3 branco peão · d3 branco bispo · e3 branco rei | c7 preto bispo · e7 preto rei · h6 preto peão · a5 preto peão · c5 preto peão · e5 preto peão · g5 preto peão · h5 branco peão · a4 branco peão · b4 preto peão · c4 branco peão · e4 branco peão · g4 branco peão · b3 branco peão · d3 branco bispo · e3 branco rei | c7 preto bispo · e7 preto rei · h6 preto peão · a5 preto peão · c5 preto peão · e5 preto peão · g5 preto peão · h5 branco peão · a4 branco peão · b4 preto peão · c4 branco peão · e4 branco peão · g4 branco peão · b3 branco peão · d3 branco bispo · e3 branco rei | c7 preto bispo · e7 preto rei · h6 preto peão · a5 preto peão · c5 preto peão · e5 preto peão · g5 preto peão · h5 branco peão · a4 branco peão · b4 preto peão · c4 branco peão · e4 branco peão · g4 branco peão · b3 branco peão · d3 branco bispo · e3 branco rei | c7 preto bispo · e7 preto rei · h6 preto peão · a5 preto peão · c5 preto peão · e5 preto peão · g5 preto peão · h5 branco peão · a4 branco peão · b4 preto peão · c4 branco peão · e4 branco peão · g4 branco peão · b3 branco peão · d3 branco bispo · e3 branco rei | 5 |
| 4 | c7 preto bispo · e7 preto rei · h6 preto peão · a5 preto peão · c5 preto peão · e5 preto peão · g5 preto peão · h5 branco peão · a4 branco peão · b4 preto peão · c4 branco peão · e4 branco peão · g4 branco peão · b3 branco peão · d3 branco bispo · e3 branco rei | c7 preto bispo · e7 preto rei · h6 preto peão · a5 preto peão · c5 preto peão · e5 preto peão · g5 preto peão · h5 branco peão · a4 branco peão · b4 preto peão · c4 branco peão · e4 branco peão · g4 branco peão · b3 branco peão · d3 branco bispo · e3 branco rei | c7 preto bispo · e7 preto rei · h6 preto peão · a5 preto peão · c5 preto peão · e5 preto peão · g5 preto peão · h5 branco peão · a4 branco peão · b4 preto peão · c4 branco peão · e4 branco peão · g4 branco peão · b3 branco peão · d3 branco bispo · e3 branco rei | c7 preto bispo · e7 preto rei · h6 preto peão · a5 preto peão · c5 preto peão · e5 preto peão · g5 preto peão · h5 branco peão · a4 branco peão · b4 preto peão · c4 branco peão · e4 branco peão · g4 branco peão · b3 branco peão · d3 branco bispo · e3 branco rei | c7 preto bispo · e7 preto rei · h6 preto peão · a5 preto peão · c5 preto peão · e5 preto peão · g5 preto peão · h5 branco peão · a4 branco peão · b4 preto peão · c4 branco peão · e4 branco peão · g4 branco peão · b3 branco peão · d3 branco bispo · e3 branco rei | c7 preto bispo · e7 preto rei · h6 preto peão · a5 preto peão · c5 preto peão · e5 preto peão · g5 preto peão · h5 branco peão · a4 branco peão · b4 preto peão · c4 branco peão · e4 branco peão · g4 branco peão · b3 branco peão · d3 branco bispo · e3 branco rei | c7 preto bispo · e7 preto rei · h6 preto peão · a5 preto peão · c5 preto peão · e5 preto peão · g5 preto peão · h5 branco peão · a4 branco peão · b4 preto peão · c4 branco peão · e4 branco peão · g4 branco peão · b3 branco peão · d3 branco bispo · e3 branco rei | c7 preto bispo · e7 preto rei · h6 preto peão · a5 preto peão · c5 preto peão · e5 preto peão · g5 preto peão · h5 branco peão · a4 branco peão · b4 preto peão · c4 branco peão · e4 branco peão · g4 branco peão · b3 branco peão · d3 branco bispo · e3 branco rei | 4 |
| 3 | c7 preto bispo · e7 preto rei · h6 preto peão · a5 preto peão · c5 preto peão · e5 preto peão · g5 preto peão · h5 branco peão · a4 branco peão · b4 preto peão · c4 branco peão · e4 branco peão · g4 branco peão · b3 branco peão · d3 branco bispo · e3 branco rei | c7 preto bispo · e7 preto rei · h6 preto peão · a5 preto peão · c5 preto peão · e5 preto peão · g5 preto peão · h5 branco peão · a4 branco peão · b4 preto peão · c4 branco peão · e4 branco peão · g4 branco peão · b3 branco peão · d3 branco bispo · e3 branco rei | c7 preto bispo · e7 preto rei · h6 preto peão · a5 preto peão · c5 preto peão · e5 preto peão · g5 preto peão · h5 branco peão · a4 branco peão · b4 preto peão · c4 branco peão · e4 branco peão · g4 branco peão · b3 branco peão · d3 branco bispo · e3 branco rei | c7 preto bispo · e7 preto rei · h6 preto peão · a5 preto peão · c5 preto peão · e5 preto peão · g5 preto peão · h5 branco peão · a4 branco peão · b4 preto peão · c4 branco peão · e4 branco peão · g4 branco peão · b3 branco peão · d3 branco bispo · e3 branco rei | c7 preto bispo · e7 preto rei · h6 preto peão · a5 preto peão · c5 preto peão · e5 preto peão · g5 preto peão · h5 branco peão · a4 branco peão · b4 preto peão · c4 branco peão · e4 branco peão · g4 branco peão · b3 branco peão · d3 branco bispo · e3 branco rei | c7 preto bispo · e7 preto rei · h6 preto peão · a5 preto peão · c5 preto peão · e5 preto peão · g5 preto peão · h5 branco peão · a4 branco peão · b4 preto peão · c4 branco peão · e4 branco peão · g4 branco peão · b3 branco peão · d3 branco bispo · e3 branco rei | c7 preto bispo · e7 preto rei · h6 preto peão · a5 preto peão · c5 preto peão · e5 preto peão · g5 preto peão · h5 branco peão · a4 branco peão · b4 preto peão · c4 branco peão · e4 branco peão · g4 branco peão · b3 branco peão · d3 branco bispo · e3 branco rei | c7 preto bispo · e7 preto rei · h6 preto peão · a5 preto peão · c5 preto peão · e5 preto peão · g5 preto peão · h5 branco peão · a4 branco peão · b4 preto peão · c4 branco peão · e4 branco peão · g4 branco peão · b3 branco peão · d3 branco bispo · e3 branco rei | 3 |
| 2 | c7 preto bispo · e7 preto rei · h6 preto peão · a5 preto peão · c5 preto peão · e5 preto peão · g5 preto peão · h5 branco peão · a4 branco peão · b4 preto peão · c4 branco peão · e4 branco peão · g4 branco peão · b3 branco peão · d3 branco bispo · e3 branco rei | c7 preto bispo · e7 preto rei · h6 preto peão · a5 preto peão · c5 preto peão · e5 preto peão · g5 preto peão · h5 branco peão · a4 branco peão · b4 preto peão · c4 branco peão · e4 branco peão · g4 branco peão · b3 branco peão · d3 branco bispo · e3 branco rei | c7 preto bispo · e7 preto rei · h6 preto peão · a5 preto peão · c5 preto peão · e5 preto peão · g5 preto peão · h5 branco peão · a4 branco peão · b4 preto peão · c4 branco peão · e4 branco peão · g4 branco peão · b3 branco peão · d3 branco bispo · e3 branco rei | c7 preto bispo · e7 preto rei · h6 preto peão · a5 preto peão · c5 preto peão · e5 preto peão · g5 preto peão · h5 branco peão · a4 branco peão · b4 preto peão · c4 branco peão · e4 branco peão · g4 branco peão · b3 branco peão · d3 branco bispo · e3 branco rei | c7 preto bispo · e7 preto rei · h6 preto peão · a5 preto peão · c5 preto peão · e5 preto peão · g5 preto peão · h5 branco peão · a4 branco peão · b4 preto peão · c4 branco peão · e4 branco peão · g4 branco peão · b3 branco peão · d3 branco bispo · e3 branco rei | c7 preto bispo · e7 preto rei · h6 preto peão · a5 preto peão · c5 preto peão · e5 preto peão · g5 preto peão · h5 branco peão · a4 branco peão · b4 preto peão · c4 branco peão · e4 branco peão · g4 branco peão · b3 branco peão · d3 branco bispo · e3 branco rei | c7 preto bispo · e7 preto rei · h6 preto peão · a5 preto peão · c5 preto peão · e5 preto peão · g5 preto peão · h5 branco peão · a4 branco peão · b4 preto peão · c4 branco peão · e4 branco peão · g4 branco peão · b3 branco peão · d3 branco bispo · e3 branco rei | c7 preto bispo · e7 preto rei · h6 preto peão · a5 preto peão · c5 preto peão · e5 preto peão · g5 preto peão · h5 branco peão · a4 branco peão · b4 preto peão · c4 branco peão · e4 branco peão · g4 branco peão · b3 branco peão · d3 branco bispo · e3 branco rei | 2 |
| 1 | c7 preto bispo · e7 preto rei · h6 preto peão · a5 preto peão · c5 preto peão · e5 preto peão · g5 preto peão · h5 branco peão · a4 branco peão · b4 preto peão · c4 branco peão · e4 branco peão · g4 branco peão · b3 branco peão · d3 branco bispo · e3 branco rei | c7 preto bispo · e7 preto rei · h6 preto peão · a5 preto peão · c5 preto peão · e5 preto peão · g5 preto peão · h5 branco peão · a4 branco peão · b4 preto peão · c4 branco peão · e4 branco peão · g4 branco peão · b3 branco peão · d3 branco bispo · e3 branco rei | c7 preto bispo · e7 preto rei · h6 preto peão · a5 preto peão · c5 preto peão · e5 preto peão · g5 preto peão · h5 branco peão · a4 branco peão · b4 preto peão · c4 branco peão · e4 branco peão · g4 branco peão · b3 branco peão · d3 branco bispo · e3 branco rei | c7 preto bispo · e7 preto rei · h6 preto peão · a5 preto peão · c5 preto peão · e5 preto peão · g5 preto peão · h5 branco peão · a4 branco peão · b4 preto peão · c4 branco peão · e4 branco peão · g4 branco peão · b3 branco peão · d3 branco bispo · e3 branco rei | c7 preto bispo · e7 preto rei · h6 preto peão · a5 preto peão · c5 preto peão · e5 preto peão · g5 preto peão · h5 branco peão · a4 branco peão · b4 preto peão · c4 branco peão · e4 branco peão · g4 branco peão · b3 branco peão · d3 branco bispo · e3 branco rei | c7 preto bispo · e7 preto rei · h6 preto peão · a5 preto peão · c5 preto peão · e5 preto peão · g5 preto peão · h5 branco peão · a4 branco peão · b4 preto peão · c4 branco peão · e4 branco peão · g4 branco peão · b3 branco peão · d3 branco bispo · e3 branco rei | c7 preto bispo · e7 preto rei · h6 preto peão · a5 preto peão · c5 preto peão · e5 preto peão · g5 preto peão · h5 branco peão · a4 branco peão · b4 preto peão · c4 branco peão · e4 branco peão · g4 branco peão · b3 branco peão · d3 branco bispo · e3 branco rei | c7 preto bispo · e7 preto rei · h6 preto peão · a5 preto peão · c5 preto peão · e5 preto peão · g5 preto peão · h5 branco peão · a4 branco peão · b4 preto peão · c4 branco peão · e4 branco peão · g4 branco peão · b3 branco peão · d3 branco bispo · e3 branco rei | 1 |
|   | a | b | c | d | e | f | g | h |   |

Posição Morta ocorre nas posições em que o xeque-mate é impossível, mas as peças no tabuleiro seriam suficientes para acasalar-se dispostas de outra forma.